# Стрес
Стрес, који може бити физиолошки, биолошки, или психолошки је одговор људског организма на штетне факторе из животног окружења (стресоре). Стрес је начин на који тело реагује на стање као што је претња, изазов, или физичка и психолошка баријера. Штетни фактори из човековог окружења активирају адаптациони механизам у организму како би се организам заштитио успостављањем равнотеже са средином. На подстицаје који мењају околину организма реагирају вишеструки системи у телу. Аутономни нервни систем и хипоталамусно-хипофизно-надбубрежна осовина (HPA) су два главна система која одговарају на стрес производњом стресних хормона - адреналин и кортизол. Постоје два нивоа стресног хормона кортизола. Базални ниво кортизола обухвата свакодневне нормалне количине кортизола које су потребне за оптималан рад људског тела. Са друге стране, реактивни ниво кортизола обухвата привремено повећано лучење кортизолa као одговор на стресоре.
Симпатоадренална медуларна оса (SAM) може да активира стање борбе или бекства путем симпатичког нервног система, која посвећује енергију релевантнијим телесним системима за акутну адаптацију на стрес, док парасимпатички нервни систем враћа тело у равнотежу (хомеостазу).
Други значајан физиолошки одговор на стрес се дешава преко HPA осе, која регулише лучење кортизола. Кортизол утиче на многобројне телесне функције, укључујући метаболизам, психолошке и имунолошке функције. SAM и HPA осе су регулисане путем неколико региона мозга, укључујући лимбички систем, префронтални кортекс, амигдалу, хипоталамус, и stria terminalis.
Кроз ове механизме, стрес може да измени меморијске функције, награђивање, имунске функције, метаболизам и подложност болестима. Дефиниције стреса се разликују. Један систем сугерише да постоји пет типова стреса означених као „акутни временски ограничени стресори”, „кратки натуралистички стресори”, „секвенце стресних догађаја”, „хронични стресори” и „удаљени стресори”. Акутни временски ограничени стресор обухвата краткорочни изазов, док кратки природни стресор укључује догађај који је нормалан, али је ипак изазован. Стресна секвенца догађаја је стресор који се јави, и затим наставља да производи стрес током непосредне будућност. Хронични стрес укључује изложеност дугорочном стресору, а удаљени стрес је последица стресора који није непосредан.
Стрес повећава ризик за развој менталних обољења, која су значајно повезана са хроничним или великим колачинама стреса.

## Преглед
Стрес и болест могу имати заједничке компоненте. Студије указују на постојање везе, док теорије о повезаности стреса и болести указују на то да и акутни и хронични стрес могу узроковати болести и довести до промена у понашању и физиологији. Промене у понашању могу укључивати пушење и промене у прехрамбеним навикама и физичкој активности. Физиолошке промене могу укључивати промене у симпатичкој активацији или  активности и имунолошкој функцији. Међутим, постоји велика варијабилност у вези између стреса и болести.
HPA оса регулише мноштво многих телесних функција, као што су физиолошке функције и функције понашања, путем отпуштања глукокортикоидних хормона (нпр. кортизол). Активност HPA осе варира у складу са циркадијалним ритмом, са врхунцом током јутра. Ова оса обухвата ослобађање кортикотропин ослобађајућег хормона (CRH) и вазопресина (VP) из хипоталамуса који стимулишу хипофизу да излучи адренокортикотропни хормон (ACTH). Адренокортикотропни хормон може затим да стимулише надбубрежне жлезде да излуче кортизол. HPA оса се исто тако регулише негативном повратном спрегом.
Испуштање CRH и VP су регулисани силазним глутаминергичним и ГАБАергичним путевима из амигдале, као и норадренергичким пројекцијама. Повећано лучење кортизола делује на повећање глукозе у крви, подиже крвни притисак и надмашује лизозомалну и имунолошку активност. Под другим околностима активност се може разликовати. Повећани кортизол такође фаворизује учење засновано на навици, тако што фаворизује консолидацију памћења емотивних меморија.
Селје је показао да стрес смањује адаптабилност организма и предложио да се адаптабилност опише као посебан ресурс, енергија адаптације. Једна студија је разматрала енергију адаптације као унутрашњу координату на „доминантном путу” у моделу адаптације. Стрес може учинити појединца подложнијим физичким болестима као што је обична прехлада. Стресни догађаји, као што су промене у послу, могу довести до несанице, поремећаја спавања и физичких и психичких проблема.
Истраживања показују да тип стресора (било да је акутан или хроничан) и индивидуалне карактеристике као што су старост и физичко благостање пре почетка стресора одређују јачину ефекта стреса на појединца. Карактеристике личности појединца (као што је ниво неуротицизма), генетика, и искуства из детињства са главним стресорима и траумама могу исто тако да диктирају њихов одговор на стресоре.

## Психологија
Стрес и недостатак доступних или коришћених средстава за суочавање датог појединца често могу довести до развоја психолошких проблема као што су делузије, derealizacija, деперсонализација, депресија и анксиозност.
Хроничан стрес је значајно повезан са психолошким симптомима делузије, депресије и анксиозности (погледај испод за додатне информације). Ова врста стреса такође може проузроковати атрофију мозга, тако да настане губитак нерава и њихових веза. Овај појав се најчешће дешава у деловима мозга који су одговорни за учење, одговор на стресоре и когнитивну флексибилност.
Хронични стресори не морају бити истог интензитета као што су акутни стресори, нпр. природна катастрофа или велика несрећа, али који трају током дужих временских периода и имају тенденцију да проузрокују негативнији ефекат по здравље, због њиховог постојаног деловања које захтева да се физиолошки одговор тела јавља свакодневно. Ти процеси убрзавају исцрпљивање енергије из организма током дугих временских периода, посебно у случајевима када се стресори не могу избећи (нпр. стрес због живота у опасној околини). Погледајте алостатско оптерећење за даљу дискусију о биолошким процесима којим хронични стрес може утиче на тело. На пример, студије су откриле да старатељи, посебно они који се старају о оболелим од деменције, имају виши ниво депресије и нешто лошије физичко здравље од оних који не пружају негу.
Током хроничног стреса, дешавају се трајне психолошке и емотивне промене, као и промене у понашању људи. Хронични стрес може обузимати ситуације као што су брига за члана породице са деменцијом, или могу бити последица кратких, једнократних догађаја која остављају дугорочне последице, као што је то сексуални напад. Истраживања су додатно показала да психолошки стрес може директно допринети ка несразмерно високим стопама морбидитета и смртности од коронарне срчане болести. Специфичније, показано је да акутни и хронични стрес повећавају липиде у крвотоку, који су повезани са клиничним срчаним проблемима.
Познато је да, упркос проблемима се стресом, појединци могу показати издржљивост - термин који описује способност човека да истовремено буде под хроничним стресом и здрав. Иако је психолошки стрес често повезан са болешћу, већина здравих појединаца могу остати здрави и после суочавања са хроничним стресним догађајима. Ови примери сугеришу да постоје индивидуалне разлике у рањивости од стране потенцијалних штетних ефеката стреса. Поменуте индивидуалне разлике у рањивости настају кроз комбинацију генетских иу психолошких фактора. Старост особе која доживљава стрес је такође битан фактор, који диктира ефекат стреса на здравље. Истраживанја такше предлажу, да хронични стрес у раним годинама живота може имати доживотне последице по биолошко и психолошко прилагођавање на стрес.

## Теоријска поставка
Ханс Сели (Hans Selye) је 1936. поставио теорију према којој до болести долази услед поремећаја равнотеже у организму под дејством разних спољашњих и унутрашњих чинилаца. Збирни назив за било који од тих чинилаца је стресор (stressor). Они испољавају агресивно дејство на организам - стресорно дејство, а одговор организма се назива стрес-реакцијом.
Равнотежа у организму (хомеостаза) је значајан концепт кроз који се posmatraju ефекти стреса. У биолошком организму, већина биохемијских процеса настоје да одрже хомеостазу - стабилно стање које је идеализовано, али не и константо оствариво. Фактори из околине, као и унутрашњи и спољашњи стимуланси, непрекидно ометају хомеостазу. Може се рећи да је организам у стању непрекидног тока са циљем приближавања хомеостатској тачки која ствара оптималне услове за живот и функцију организма. Фактори који проузрокују промену стања у организму, које се удаљава далеко од хомеостазе, могу се протумачити као стрес. Ситуације опасне по живот као што су велика физичка повреда или продужено гладовање могу значајно пореметити хомеостазу. Са друге стрне, покушај организма да поврати хомеостазу, често трошећи енергију и природне ресурсе, може исто бити протумачен као стрес. Мозак није у стању да одржи равнотежу током стања дуготрајног стреса - овај гомилајући дефицит равнотеже се карактерише као хронични стрес.
Стресори, било да су психолошке природе, или физичке природе, проузрокују сличне физиолошке промене у организму. При поремећају равнотеже организма одбрамбени системи реагују према врсти стресора, али адаптациони систем реагује увек на исти начин. Стрес реакција је неуро-ендокриног карактера и манифестује се као скуп симптома те се назива и општи адаптациони синдром или Селијев синдром.
Продором ове теорије у медије, стрес добија колоквијално значење и често се лаички тумачи.

## Стресни одговор
Одговор на стрес има двоструку природу:
- краткорочни одговор ствара адаптивне промене које помажу појединцу да одговори на стресоре, нпр. мобилизација енергетских ресурса;
- дугорочни одговор доводи до маладаптације, односно изазване промене су дугорочно гледано неповољне, нпр долази до увећања жлезди.

Стресни одговор настаје услед активације стресорима два основна система:
1. антериорна хипофиза – кора надбубрежне жлезде, је систем који доводи до ослобађања ACTH из антериорне хипофизе што стимулише синтезу глукокортикоида коре надбубрежне жлезде који даље подстичу стресни одговор
2. симпатички нервни систем, након активације има за последицу синтезу епинефрина и норепинефрина

## Фазе стрес-реакције
Према Селијевом концепту општег адаптационог синдрома, постоје три фазе реакције на стрес:
1. фаза аларма — шока — када се организам суочава са штетним фактором
2. фаза резистенције - када организам пружа отпор штетном фактору покушавајући да успостави равнотежу
3. фаза исцрпљености - када организам исцрпљује своје снаге у одбрани од штетног фактора и „препушта“ му се

Уколико је човек континуирано изложен стресу или уколико је њему често изложен долази до поремећаја у функционисању организма што условљава појаву тзв. адаптационих болести као што је хипертензија.
Дуго се веровало да је узор чира на желуцу или дванаестопалачном цреву болест адаптације, међутим, данас се зна да бактерија Helicobacter Pylori изазива већину ових чирева (желудац - 80%, дванаестопалачно црево - 90%). Иако стрес може допринети настанку, он није етиолошки фактор.

## Фактори стреса
Фактори који узрокују стрес су бројни и разноврсни. То могу бити физички фактори:
- хладноћа,
- топлота,
- бука,
- вибрације,
- отрови или
- психолошки фактори: велика одговорност, поремећени међуљудски односи, итд.[40]

## Ефекти стреса
Термин хронични стрес се употребљава у случају континуирано активираних телесних процеса одговора на стрес, или једноставно у случају продуженог стреса. Истраживања су показала да појединци са дугорочним конфликтом (минимално месец дана) у вези имају већи ризик за развој болести и имају спорије зарастање рана, као и смањене бенефиције од примања уобичајених вакцина. Такође је познато да акутни стресори имају снажнији негативан ефекат на имуни систем у случају већ постојећег стања стреса и анксиозности. Као пример, доказано је да ученици који су под стресом у приватном животу имају слабију функцију имуног система током испитних рокова (испити служе као додатни акутни стресор). Стрес такође може увећати осећај задовољства и награде повезаним са конзумацијом хране, што може довести до повећања телесне тежине и значајних промена навика у исхрани. Додатно, стрес може допринети развоју фибромиалгије и синдрома хроничног умора. Процеси адаптације на акутне стресоре обично не намећу терет на здравље младих, здравих појединаца, међутим, хронични стрес код старијих или болесних особа може имати дугорочне негативне последице које су штетне по здравље.

### Инфекције
Стање хроничног стреса може повећати ризик инфекције (нпр. инфекција горњих дисајних путева). Код ХИВ (вирус људске имунодефицијенције) позитивних пацијената, повећана количина свакодневног стреса и кортизола су повезани са лошијом прогнозом болести. Истраживања су такође показала да повећан ниво стреса може да поново активира латентне (мирујуће) херпес вирусе.

### Хронична обољења
Постоји веза између хроничног стреса и кардиоваскуларних болести. Стрес такође утиче на хипертензију (повишен крвни притисак) и може додатно предиспонирати људе на друга обољења, која су повезана са хипертензијом. Стање хроничног стреса може подстаћи појединца на злоупотребу дроге и алкохола. Додатно, стрес може допринети старењу, хроничним болестима старења, депресији и метаболичким поремећајима.

### Развој
Истраживања су показала да хронични стрес отежава дечији раст и развој кроз смањење производње хормона раста у хипофизи, као код деце која су у кућном окружењу где су присутне брачне несугласице, алкохолизам, или злостављање деце. Такође је познато да хронични стрес може проузроковати многе здравствене проблеме, који нису само менталне природе. Дугорочни високи ниво стреса може довести до повећане шансе за развој болести као што су дијабетес, рак, депресија, болест срца и Алцхајмерова болест. Познато је да су пренатални живот (период од оплодње до рођења), детињство и адолесценција критични периоди у којима је осетљивост на стресоре посебно висока. Изложеност стресорима у рањивим периодима живота може довести до психијатријских и физичких болести које имају дугорочне последице по појединца.

### Раст повезан са стресом
Стрес је такође повезан са личним растом и развојем. Стрес може унапредити отпорност појединца. Теоријски модел отпорности први пут је представио Кобаса (1979) и илуструје отпорне обрасце реаговања на стрес код појединаца и група. Често сматран особином личности или скупом особина, психолошка отпорност описана је од стране Бартонеа (1999) као стил функционисања који укључује когнитивне, емоционалне и понашајне карактеристике. Отпорни стил функционисања разликује људе који остају здрави под стресом од оних који развијају проблеме повезане са стресом.
Отпорност укључује елементе посвећености, контроле и изазова. Посвећеност је склоност да се свет посматра као интересантан и значајан. Контрола је веровање у властиту способност да се контролишу или утиче на догађаје. Изазов подразумева посматрање промене и нових искустава као узбудљивих прилика за учење и развој. Отпорна особа сматра се храбром у суочавању са новим искуствима и разочарањима, и високо компетентном. Отпорна особа није имуна на стрес, али је отпорна у реаговању на различите стресне услове. Особе које имају висок ниво отпорности не само да остају здраве, већ и боље функционишу под стресом. На тај начин, отпорност је концепт који подразумева "пилеће и јаје", јер се чини да отпорни људи боље подносе стресне догађаје или постају отпорнији. Није јасно да ли стрес подстиче отпорност или је отпорност нешто са чиме се особа рађа.
Хипотеза о обрнутом "У" тврди да, до одређене тачке, стрес може подстаћи раст, али да постоји тачка преокрета или преласка када стрес постаје превише и почиње да буде онеспособљавајући. Осећаји стреса (когнитивни или физички) могу се тумачити негативно као знак да особа није спремна, или позитивно као знак да је особа спремна. То је тумачење особе, а не сам стрес, које утиче на исход.

## Како смањити ниво стреса
Постоје различити ефективни начини борбе против стреса:
- покушај елиминације стресора - стресне ситуације се не могу увек избећи, али појединац може да промени начин на који доживљава тај стрес (нпр. кроз одбацивање неке одговорности, опуштање очекивања, или тражећи помоћ).
- неговање социјалне подршке - снажна социјална подршка може побољшати отпорност на стрес (неки од пријатеља и чланова породице могу бити добри слушаоци са саосећањем, док други могу понудити прекопотребну практичку помоћ, као што је кување или чување деце).
- добра исхрана - кад је појединац под стресом, централни нервни систем повећава лучење хормона адреналина и кортизола, који утичу на дигестивни тракт између осталих физиолошких промена. Лучење кортизола током хроничног стреса може проузроковати жудњу за мастима и шећером. Присуство високог нивоа кортизола и истовремени високи унос шећера подстиче депоновање масти око човечијих унутрашњих органа. Ово стање је повезано са срчаним и метаболичким болестима. Здрава, разноврсна исхрана штити од поменутих обољења и обезбеђује више енергије за суочавање са променама.
- опуштање мишића - стање стреса проузрокује непотост мишића, која се одражава кроз главобољу, бол у леђима и општом умору. Могуће је смањити ниво стреса кроз истезање, масажу, или купањем и опуштањем у топлој купци.
- медитација - истраживања су показала да медитација смањује психолошки стрес и анксиозност.
- добра рутина спавања - појединац треба имати доследну рутину спавања, без испостављености електронским екранима директно пред легање у кревет. Такоше је препоручљиво избегавати конзумирање алкохола и кофеина предвече.
- физичка активност - смањује перципирани стрес и поништава неке од негативних ефеката стреса
- време у природи - истраживања су показала да места са зеленилом (нпр. градски парк) побољшавају расположење
- угодне активности - чак и када појединац нема пуно времена, требао би да пронађе прилику да се забави и уради нешто за себе (читање књиге, певање, гледање филмова). Напуштање слободних активности може бити контрапродуктивно по ментално здравље.
- преобликујте своје размишљање - преобликовање ваших мисли и перцепције стресора може помоћи у управљању вашим емоцијама и тако смањити осећај стреса. Настојте да прихватите ситуације које нису у вашој контроли.
- потражите помоћ - уколико сте преоптерећени, посаветујте се са психологом или другим стручњаком за ментално здравље који вам може помоћи да научите како да ефикасно управљате својим стресом и промените вашу негативну реакцију на стресоре.